# 东丽区
东丽区是中华人民共和国天津市的一个市辖区，位于天津市区和滨海新区之间、海河下游东岸。天津机场、空港经济区、天津钢厂、东丽湖和天津欢乐谷皆位于此。是天津市重工业和副食品生产基地之一。區人民政府駐张贵庄街道躍進路38號。

## 历史沿革
- 1953年5月，建立津东郊区。
- 1955年6月，更名为东郊区。
- 1958年10月，改称新立村人民公社，并入河东区，由河东区管辖。
- 1962年，由河东区划出，恢复东郊区建制，归属天津市管辖。
- 1992年3月，更名为东丽区。

## 行政区划
东丽区下辖11个街道办事处：
张贵庄街道、丰年村街道、万新街道、无瑕街道、新立街道、华明街道、金钟街道、军粮城街道、金桥街道、华新街道、东丽湖街道、天津经济技术开发区西区、天津航空物流区、天津空港经济区、东丽区经济技术开发区、综合保税区、航空新城、天津市东丽区临空经济区和华明高新技术产业区服务中心。

## 人口
根据(中国)天津市2020年第七次全国人口普查主要数据公报显示：东丽区常住人口为857027人，男性占比52.87%，女性占比47.13%，年龄结构中0-14岁占比13.02%，15-59岁占比68.67%，60岁以上占比18.31%，65岁以上占比11.74%。

## 交通
- 轨道交通: 天津地铁二号线、九号线、四号线、十号线、十一号线。
- 铁路：境内有津山铁路、津滨城际铁路、津秦客运专线东西横穿全境。
- 公路：津塘公路、京津塘高速公路、津滨高速公路、津北公路、外环线、杨北公路等10多条公路。
- 民航：天津滨海国际机场。

## 旅游
- 东丽湖：天津八大旅游景点之一，温泉度假旅游区，水域面积8.18平方公里，有“淡水小海洋”之称。